# جون د. روكفلر الثالث
جون د. روكفلر الثالث (بالإنجليزية: John D. Rockefeller III)‏ هو رائد أعمال أمريكي، ولد في 21 مارس 1906 في نيويورك في الولايات المتحدة، وتوفي في 10 يوليو 1978 في Pocantico Hills, New York ‏ في الولايات المتحدة بسبب حادث مرور.

## وصلات خارجية
- جون د. روكفلر الثالث على موقع الموسوعة البريطانية (الإنجليزية)
- جون د. روكفلر الثالث على موقع قاعدة بيانات برودواي على الإنترنت (الإنجليزية)
- جون د. روكفلر الثالث على موقع إن إن دي بي (الإنجليزية)